# 德钦红景天
德钦红景天（学名：Rhodiola atuntsuensis）也称大苞红景天、短柄红景天、优美红景天，是景天科红景天属的植物，是中国的特有植物。分布在中国大陆的云南等地，生长于海拔4,200米至5,000米的地区，目前尚未由人工引种栽培。